# Simonszand (schip, 1968)
De Simonszand is een veerboot, die in 1968 gebouwd is voor Wagenborg, vernoemd naar de zandbank Simonszand, gelegen ten oosten van Schiermonnikoog.